# 2002 en science
| Années de la science : 1999 - 2000 - 2001 - 2002 - 2003 - 2004 - 2005    |
| Décennies de la science : 1970 - 1980 - 1990 - 2000 - 2010 - 2020 - 2030 |

Cet article présente les faits marquants de l'année 2002 en science.

## Évènements
- 6 août : test de primalité en temps polynomial de Manindra Agrawal, Nitin Saxena et Neeraj Kayal.
- 14 août : découverte de Halimède, un satellite de Neptune, par Matthew J. Holman, John J. Kavelaars, Tommy Grav, Wesley C. Fraser et Dan Milisavljevic.

- 5 décembre : publication du génome de la souris (mus musculus) [1].
- 13 décembre : publication du génome de la Cione (Ciona intestinalis), un tunicier[2].

- Premier virus produit "de toutes pièces", un virus artificiel de la polio qui paralyse et tue les souris.

## Publications
- Jean-Pierre Changeux : L'homme de vérité. Éditions Odile Jacob, Paris
- Alain Prochiantz et Jean-François Peyret: La Génisse et le Pythagoricien - Traité des formes, Éditions Odile Jacob (2002)

## Prix
- Prix Nobel

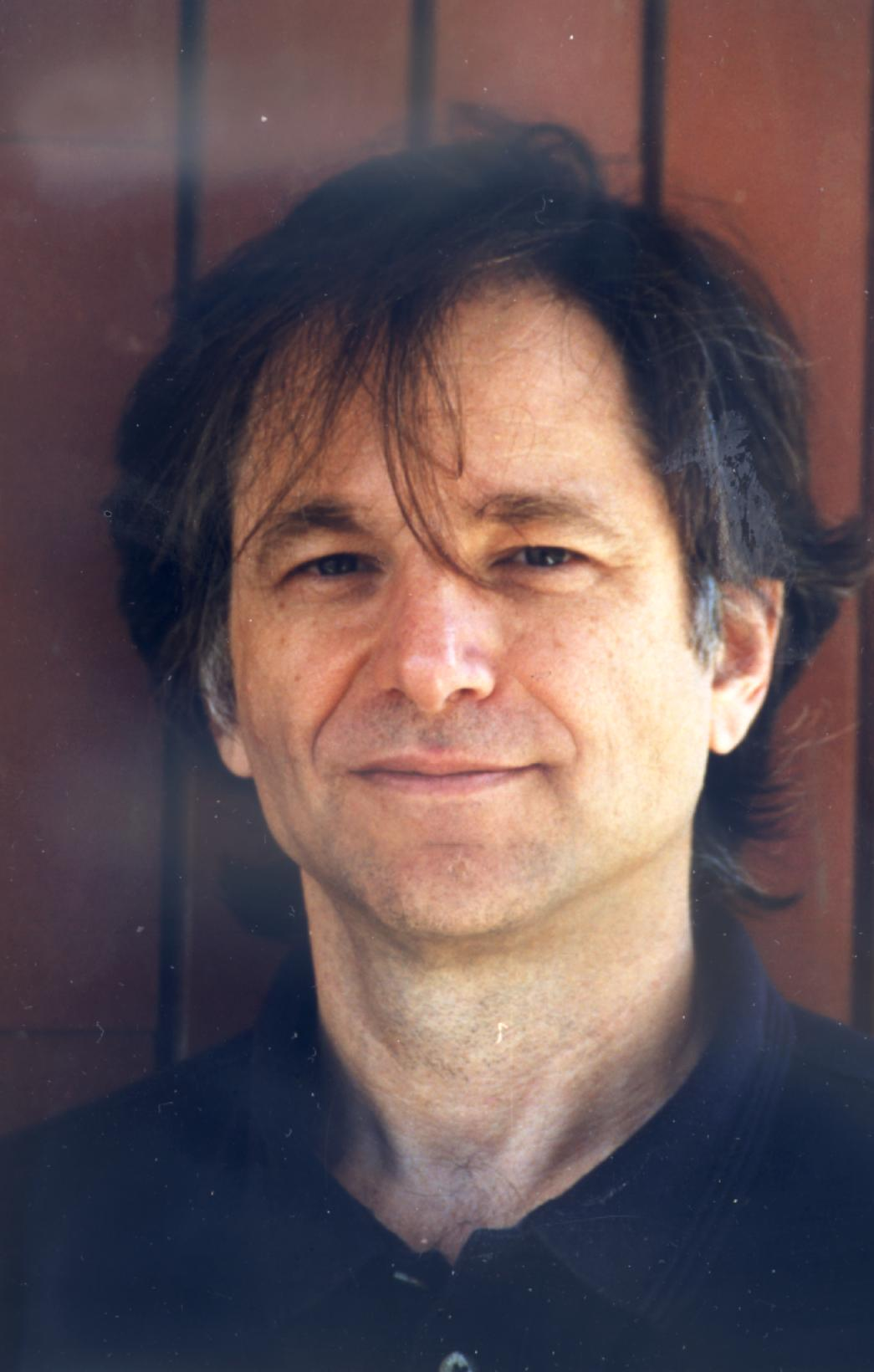
Leonard M. Adleman

  - Prix Nobel de physiologie ou médecine : Sydney Brenner, H. Robert Horvitz et John E. Sulston
  - Prix Nobel de physique : Raymond Davis Jr., Masatoshi Koshiba et Riccardo Giacconi
  - Prix Nobel de chimie : John B. Fenn, Koichi Tanaka et Kurt Wüthrich

- Prix Lasker
  - Prix Albert-Lasker pour la recherche médicale fondamentale : James Rothman, Randy Schekman
  - Prix Albert-Lasker pour la recherche médicale clinique : Willem Johan Kolff, Belding Scribner

- Médailles de la Royal Society
  - Médaille Buchanan : Michael Waterfield (en)
  - Médaille Copley : John Pople
  - Médaille Darwin : Peter et Rosemary Grant
  - Médaille Davy : Neil Bartlett
  - Médaille Hughes : Alexander Dalgarno
  - Médaille Leverhulme : Nicholas Handy (en)
  - Médaille royale : Richard Peto, Suzanne Cory, Ray Freeman
  - Médaille Rumford : David King (en)
  - Médailles de la Geological Society of London
  - Médaille Lyell : Andrew Smith
  - Médaille Murchison : David Price (en)
  - Médaille Wollaston : Rudolf Trümpy

- Prix Armand-Frappier : Robert Lacroix
- Prix Jules-Janssen (astronomie) : Armand Delsemme
- Prix Turing en informatique : Ronald L. Rivest, Adi Shamir et Leonard M. Adleman
- Médaille Bruce (Astronomie) : Bohdan Paczynski
- Médaille Fields de mathématiques : Laurent Lafforgue et Vladimir Voevodsky
- Médaille Linnéenne : Sherwin Carlquist (en) et William J. Kennedy (d)
- Médaille d'or du CNRS : Claude Lorius et Jean Jouzel
- Grand Prix de l'Inserm : Monique Capron

## Décès

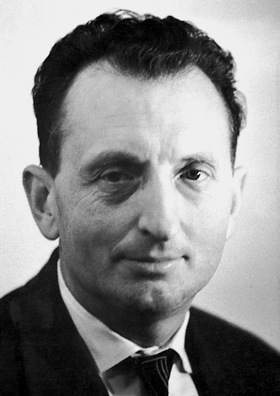
Alexandre Prokhorov

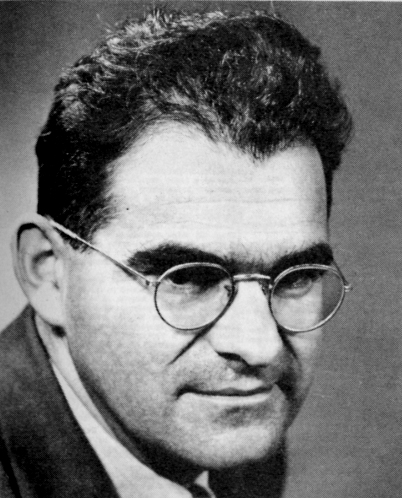
Victor Weisskopf

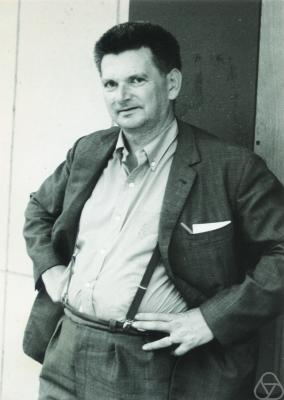
René Thom

- 4 janvier : Pierre-Roland Giot (né en 1919), préhistorien français.
- 8 janvier :
  - Maurice Bartlett (né en 1910), statisticien britannique.
  - Alexandre Prokhorov (né en 1916), physicien russe, prix Nobel de physique en 1964.
- 16 janvier : Mario Moretti (né en 1912), archéologue et étruscologue italien.

- 6 février : Max Perutz (né en 1914), chimiste anglo-autrichien, prix Nobel de chimie en 1962.
- 14 février : John Desmond Clark (né en 1916), archéologue britannique.
- 22 février : Raymond Firth (né en 1901), ethnologue et anthropologue néo-zélandais.

- 3 mars : Henry Nathaniel Andrews (né en 1910), paléobotaniste américain.
- 18 mars : André Bernanose (né en 1912), physicien, chimiste et pharmacologue français.
- 19 mars : Margaret Gurney (morte en 2002), mathématicienne, statisticienne et programmeuse informatique américaine.
- 20 mars : Samuel Warren Carey (né en 1911), géologue australien.
- 24 mars : César Milstein (né en 1927), biochimiste argentin, prix Nobel de physiologie ou médecine en 1984.

- 8 avril : Jean Pouillon (né en 1916), ethnologue et philosophe français.
- 9 avril : Leopold Vietoris (né en 1891), mathématicien autrichien.
- 10 avril : Yuji Hyakutake (né en 1950), astronome amateur japonais.
- 11 avril : Claude Poinssot (né en 1928), archéologue français.
- 18 avril : Thor Heyerdahl (né en 1914), explorateur norvégien, organisateur de l'expédition du Kon-Tiki.
- 23 avril : Victor Weisskopf (né en 1908), physicien théoricien austro-américain.

- 2 mai : William Tutte (né en 1917), mathématicien et cryptanalyste britannique, puis canadien.
- 6 mai : Raymond Delatouche (né en 1906), historien et agronome français.
- 15 mai : Bernard Benjamin (né en 1910), statisticien, actuaire et démographe britannique.
- 20 mai : Stephen Jay Gould (né en 1941), paléontologue américain.
- 26 mai : Nathan Mantel (né en 1919), biostatisticien américain.

- 7 juin : Jacques Merleau-Ponty (né en 1916), philosophe, épistémologue et historien des sciences français.
- 11 juin : Bertrand Goldschmidt (né en 1912), chimiste français.
- 14 juin : Jacques Briard (né en 1933), préhistorien et archéologue français.
- 20 juin : Erwin Chargaff (né en 1905), biochimiste autrichien naturalisé américain.
- 26 juin : Barbara Georgina Adams (née en 1945), égyptologue britannique.
- 29 juin : Ole-Johan Dahl (né en 1931), informaticien norvégien.
- 30 juin : Claude Berge (né en 1926), mathématicien et artiste français.

- 4 juillet : Laurent Schwartz (né en 1915), mathématicien français, médaille Fields en 1950.
- 6 juillet : Michel Lavalou, chimiste et industriel français.
- 14 juillet : Igor Ansoff (né en 1918), mathématicien et économiste russo-américain.
- 16 juillet : John Cocke (né en 1925), informaticien et chercheur américain.
- 19 juillet :
  - Alan Lomax (né en 1915), ethnomusicologue américain.
  - Vladimir Vassioutine (né en 1952), cosmonaute soviétique.
- 28 juillet : Archer John Porter Martin (né en 1910), chimiste britannique.

- 6 août :
  - Chikio Hayashi (né en 1918), statisticien japonais.
  - Edsger Dijkstra (né en 1930), mathématicien et informaticien néerlandais.
- 10 août : Kristen Nygaard (né en 1926), mathématicien et informaticien norvégien.
- 24 août : Cornelis Johannes van Houten (né en 1920), astronome néerlandais.
- 31 août :
  - George Porter (né en 1920), chimiste britannique.
  - Martin Kamen (né en 1913), chimiste américain.

- 5 septembre : 
  - Robert W. Brooks (né en 1952), mathématicien américain.
  - David Todd Wilkinson (né en 1935), astrophysicien américain.
- 6 septembre : Georges Glaeser (né en 1918), mathématicien français.
- 7 septembre : Gabriel Camps (né en 1927), préhistorien français.
- 19 septembre : 
  - Etta Zuber Falconer (née en 1933), mathématicienne américaine.
  - Tatiana Velikanova (née en 1932), mathématicienne russe.
- 28 septembre : Philippe Jacquin (né en 1942), anthropologue français.

- 19 octobre : Nicolaï Roukavichnikov (né en 1932), cosmonaute soviétique.
- 21 octobre :
  - Jesse Greenstein (né en 1909), astronome américain.
  - Bernhard Neumann (né en 1909), mathématicien germano-anglo-australien.
- 25 octobre : René Thom (né en 1923), mathématicien français, fondateur de la théorie des catastrophes, médaille Fields en 1958.

- 1er novembre : Ekrem Akurgal (né en 1911), historien et archéologue turc.
- 5 novembre : Arthur Winfree (né en 1942), biologiste théoricien américain.
- 8 novembre : Ke Zhao (né en 1910), mathématicien chinois.
- 18 novembre : Edith Hirsch Luchins (née en 1921), mathématicienne américaine.

- 20 décembre : Grote Reber (né en 1911), astronome américain, pionnier de la radioastronomie.
- 22 décembre : Enriqueta González Baz (née en 1915), mathématicienne mexicaine.